# Gouvernement Rodríguez Ibarra V
 Estrémadure
Ibarra IV Ibarra VI
Le gouvernement Rodríguez Ibarra V est le gouvernement d'Estrémadure entre le 21 juillet 1999 et le 28 juin 2003, durant la Ve législature de l'Assemblée d'Estrémadure. Il est présidé par Juan Carlos Rodríguez Ibarra.

## Composition

### Initiale
| Fonction                                                   | Titulaire | Titulaire                     | Parti   |
| ---------------------------------------------------------- | --------- | ----------------------------- | ------- |
| Président de la Junte                                      |           | Juan Carlos Rodríguez Ibarra  | PSOE-Ex |
| Vice-président Porte-parole de la Junte                    |           | Carlos Sánchez Polo           | PSOE-Ex |
| Conseiller à la Présidence et au Travail                   |           | Victorino Mayoral Cortés      | PSOE-Ex |
| Conseiller à l'Agriculture et à l'Environnement            |           | Eugenio Álvarez Gómez         | PSOE-Ex |
| Conseiller à l'Économie, à l'Industrie et au Commerce      |           | Manuel Amigo Mateos           | PSOE-Ex |
| Conseiller au Logement, à l'Urbanisme et aux Transports    |           | Javier Corominas Rivera       | PSOE-Ex |
| Conseiller à l'Éducation, à la Science et à la Technologie |           | Luis Millán Vázquez de Miguel | PSOE-Ex |
| Conseiller à la Culture                                    |           | Francisco Muñoz Ramírez       | PSOE-Ex |
| Conseiller aux Travaux publics et au Tourisme              |           | Eduardo Alvarado Corrales     | PSOE-Ex |
| Conseiller à la Santé et à la Consommation                 |           | Guillermo Fernández Vara      | PSOE-Ex |
| Conseillère au Bien-être social                            |           | Ana Garrido Chamorro          | PSOE-Ex |

### Remaniement du1erfévrier 2000
- Les nouveaux conseillers sont indiqués en italique, ceux ayant changé d'attributions en italique.

| Fonction                                                   | Titulaire | Titulaire                         | Parti   |
| ---------------------------------------------------------- | --------- | --------------------------------- | ------- |
| Président de la Junte                                      |           | Juan Carlos Rodríguez Ibarra      | PSOE-Ex |
| Vice-président Porte-parole de la Junte                    |           | Carlos Sánchez Polo               | PSOE-Ex |
| Conseillère à la Présidence                                |           | María Antonia Trujillo Rincón     | PSOE-Ex |
| Conseillère au Travail                                     |           | Violeta Esperanza Alejandre Úbeda | PSOE-Ex |
| Conseiller à l'Agriculture et à l'Environnement            |           | Eugenio Álvarez Gómez             | PSOE-Ex |
| Conseiller à l'Économie, à l'Industrie et au Commerce      |           | Manuel Amigo Mateos               | PSOE-Ex |
| Conseiller au Logement, à l'Urbanisme et aux Transports    |           | Javier Corominas Rivera           | PSOE-Ex |
| Conseiller à l'Éducation, à la Science et à la Technologie |           | Luis Millán Vázquez de Miguel     | PSOE-Ex |
| Conseiller à la Culture                                    |           | Francisco Muñoz Ramírez           | PSOE-Ex |
| Conseiller aux Travaux publics et au Tourisme              |           | Eduardo Alvarado Corrales         | PSOE-Ex |
| Conseiller à la Santé et à la Consommation                 |           | Guillermo Fernández Vara          | PSOE-Ex |
| Conseillère au Bien-être social                            |           | Ana Garrido Chamorro              | PSOE-Ex |